# Condado de Fermanagh
O Condado de Fermanagh (em irlandês: Contae Fhear Manach; em gaélico: Fear Manach), é um dos seis condados que formam a Irlanda do Norte, fazendo parte da província do Ulster. O condado situa-se a cerca de 120 km de Belfast e 160 km de Dublin.
O nome é uma anglicanização de Fermanagh Fhear Manach que significa "Homens da tribo Manacháin", assim chamado devido ao seu chefe O'Manacháin (anglicanizado como O'Monaghan), o famoso monge guerreiro.